# CurieuzeNeuzen
CurieuzeNeuzen is een burgerwetenschapsproject dat gezinnen, verenigingen en scholen de kans geeft om mee te doen aan onderzoek. CurieuzeNeuzen Antwerpen en CurieuzeNeuzen Vlaanderen onderzochten de luchtkwaliteit. Het project CurieuzeNeuzen in de Tuin onderzoekt de bodemdroogte en het effect van de hittegolven om tot oplossingen te komen. CurieuzenAir gaat over de luchtkwaliteit in Brussel.

## CurieuzeNeuzen Antwerpen en CurieuzeNeuzen Vlaanderen
Beide projecten onderzochten de luchtkwaliteit van de bewoners in hun straat. Door een eenvoudige meetopstelling met twee meetbuisjes aan de buitenkant van een raam aan de straatkant te bevestigen, konden vrijwilligers gedurende de hele maand mei de concentratie stikstofdioxide (NO2) meten. Deze stikstofdioxide is een belangrijke indicator van luchtverontreiniging veroorzaakt door het verkeer. Er vonden al twee edities plaats, CurieuzeNeuzen Antwerpen in 2016 en CurieuzeNeuzen Vlaanderen in 2018.   

### Doel
Het doel van het op grote schaal verzamelen van de stikstofdioxide concentraties en deze data beschikbaar te stellen voor het grote publiek is:
- De luchtkwaliteit in Vlaanderen nauwkeurig in kaart brengen, en meer inzicht in de verschillen tussen verschillende plaatsen, straten, wijken, buurten te bekomen.
- Het grote publiek bewust maken van een gezonde leefomgeving en het belang van de luchtkwaliteit.

#### CurieuzeNeuzen Antwerpen
CurieuzeNeuzen Antwerpen bracht in 2016 de luchtkwaliteit in de stad Antwerpen nauwkeurig in kaart. Aan het project deden 2.000 inwoners, gezinnen, verenigingen en scholen mee. Naast de stikstofdioxide werd ook de neerslag van fijnstof op de meetopstelling bepaald, een andere belangrijke indicator van luchtverontreiniging veroorzaakt door het verkeer.    
Een bijkomend doel van CurieuzeNeuzen Antwerpen was het bepalen van de luchtkwaliteit vooraleer er verschillende initiatieven om te luchtkwaliteit in de stad te verbeteren doorgevoerd werden (een “nulmeting”). Zo kan het effect van maatregelen, zoals de lage-emissiezone met het bannen van vervuilende auto’s en Ringland om de Antwerpse Ring te reorganiseren en overkappen, op de stedelijk luchtkwaliteit becijferd worden.
Het project was een initiatief van de Ringland Academie, met wetenschappelijk begeleiding van Prof. dr. ir. Filip Meysman (Universiteit Antwerpen, Vrije Universiteit Brussel) en Prof. dr. ir. Roeland Samson (Universiteit Antwerpen), in samenwerking met het Onderzoeksinstituut voor Arbeid en Samenleving (HIVA) van de KU Leuven.
Het was toen een Europese primeur dat de metingen op een dergelijk grote schaal uitgevoerd werden. In 2018 werd het project opgevolgd door een nog grotere meetcampagne, CurieuzeNeuzen Vlaanderen.

#### CurieuzeNeuzen Vlaanderen
In 2018 werd het burgerwetenschapsproject uitgebreid en werd CurieuzeNeuzen Vlaanderen georganiseerd. Aan dit project deden 20.000 gezinnen, verenigingen, bedrijven en scholen mee om de luchtkwaliteit in Vlaanderen nauwkeurig in kaart te brengen.
Het CurieuzeNeuzen Vlaanderen project werd gecoördineerd door Prof. dr. ir. Filip Meysman (Universiteit Antwerpen), met hulp van verschillende onderzoekers van de Vlaamse Milieumaatschappij (VMM) en de Vlaamse Instelling voor Technologisch Onderzoek (VITO). Ook het Onderzoeksinstituut voor Arbeid en Samenleving (HIVA) (KU Leuven) en de Standaard droegen bij aan het project.

## CurieuzeNeuzen in de Tuin
In 2021 zal CurieuzeNeuzen in de Tuin verhuizen van de straatkant naar de tuin en wordt de focus verlegd van luchtkwaliteit naar klimaatadaptatie. Ditmaal gaan de vrijwilligers in hun eigen tuinen de impact van weersextremen en de toenemende droogte meten via een grootschalig netwerk van duizenden ‘mini-weerstationnetjes’, de gazondolken.

## CurieuzenAir
Burgerinschrijvingen voor CurieuzenAir werden op 13 juni 2021 afgesloten met 5578 kandidaten, waaronder de Wetstraat 16, het kantoor van de premier en het Kasteel van Laken. De campagne ging op 25 september 2021 van start met 3000 meetpunten. CurieuzenAir was het eerste grootschalige burgeronderzoek naar de luchtkwaliteit in het Brussels Gewest. De actie werd mede georganiseerd door de milieugroep BRAL, en gepromoot door de Brusselse krant BRUZZ, De Standaard en Le Soir. Het onderzoek zelf is, net als bij CurieuzeNeuzen, in handen van de Universiteit Antwerpen, in samenwerking met de Université libre de Bruxelles. Het project loopt parallel met campagnes van Chercheurs d’Air.